# Eudo (literarische Figur)
Eudo ist die Hauptperson einer Teufelspakt-Erzählung in De nugis curialium des Schriftstellers Walter Map aus dem späten 12. Jahrhundert. Er wird als Sohn eines französischen Ritters dargestellt, der, durch Verwandte seines Besitzes beraubt, einen Pakt mit dem Teufel abschließt.

## Eudo-Erzählung bei Walter Map
Der junge Eudo wird von seinem Vater, einem französischen Ritter, als Alleinerbe eines großen Vermögens eingesetzt. Dieses verschwendet er bald, und seine Nachbarn, die Stück für Stück seines Vermögens geplündert haben, vertreiben ihn aus seiner Heimat.
Als Bettler zieht Eudo voller Selbstverachtung durch die Lande. Eines Tages begegnet ihm bei einer Rast ein Fremder, der sich bald als Teufel zu erkennen gibt. Im Tausch für seine Gefolgschaft verspricht er Eudo die Wiederherstellung seines Reichtums. Da Eudo um sein Seelenheil fürchtet, zögert er seine Antwort hinaus. Der Teufel berichtet ihm von Morpheus’ Strafe an einem Mönch und verspricht Eudo, ihn vor seinem Tod mit drei Zeichen zu warnen, damit er rechtzeitig Buße üben und so dem Höllenfeuer entgehen kann. Unter dieser Bedingung willigt Eudo in den Pakt ein.
In den folgenden Jahren zieht Eudo mit Olga, einem Dämon und Gefährten Luzifers, und einer Gruppe Gesetzloser durch die Gegend und beraubt die Leute. Ein großes Vergnügen findet er im Raub an Klerikern und Kirchenschätzen. Daraufhin gehen der Bischof von Beauvais, der Erzbischof und der Papst entschieden gegen ihn vor. Geschützt vom Teufel führt Eudo seine Missetaten fort, bis ihn Olga bei einem Gespräch zur Buße mahnt. Eudo sucht daraufhin den Bischof auf und erhält von ihm Absolution. Bald jedoch verfällt er wieder in alte Muster, woraufhin der Bischof Gott anruft, ihn zu bestrafen. Als Eudo daraufhin vom Pferd stürzt, erkennt er darin das erste Zeichen. Erneut ersucht er beim Bischof um Gnade und bekennt seine Verbrechen, verschweigt dabei jedoch seine Gefolgschaft zu Satan. Wieder wird Eudo kurz darauf wortbrüchig und geht auf den Bischof los. Als er durch einen Pfeil ein Auge verliert, erkennt Eudo das zweite Zeichen. Der Bischof erteilt ihm aus Mitleid über seine Wunde erneut die heiligen Sakramente. Doch mit dem Nachlassen des Schmerzes fällt Eudo abermals in sein altes Verhalten zurück.
Mit dem Tod seines Erstgeborenen sendet ihm der Satan schließlich das dritte Zeichen. Eudo, dem sein Leben nach dem Tod des Sohnes nichts mehr gilt, legt sich im Totengewand auf ein Bett aus Asche und hungert zur Buße. Abgemagert sucht er jene auf, denen er zuvor Unrecht getan hat, und überzeugt sie von seiner Reue. Mit großem Gefolge zieht er nach Beauvais, um den Bischof abermals um Buße zu bitten. Durch seine vielen Wortbrüche hart geworden, verweigert ihm der Bischof sein Gesuch mehrfach und unter Eid. Eudo bittet ihn weiter. Gedrängt durch dessen ehemalige Feinde erteilt ihm der Bischof schließlich die Buße: er solle in den Scheiterhaufen springen, der für eine Hexe aufgehäuft worden war; dann werde seine Seele gerettet. Eudo nimmt die Buße an, springt freudig in den Scheiterhaufen und stirbt in den Flammen.

## Moral
Die Erzählung illustriert die mit der christlichen Bußpraxis gestellte Frage, ob und wie oft Vergebung und Sühne möglich seien und ob auch bei mehrfachem Rückfall in schlimmeres Verhalten und bei falschem Vertrauen auf die Unausweichlichkeit letztendlicher Vergebung Absolution und Versöhnung mit Gott erlangt werden können; die Frage nach der Glaubwürdigkeit der Reue. Zu diesem Zweck wird die Geschichte Eudos mit äußerster Drastik ausgemalt. Am Ende verhängt der Bischof, der Eudo schon mehrfach losgesprochen hat, als Buße eher widerwillig und im Scherz den selbstgewählten Tod als einzig möglichen Beweis, dass Eudos Reue echt ist und dass seine Seele darum nicht „vom Teufel geholt“ wird. Ohne Zögern und ohne Sterbesakramente springt Eudo ins Feuer.
Walter Map schließt seine Geschichte mit einer Kritik am Bischof. In seiner Härte gegenüber dem bußwilligen Eudo habe er voller Hochmut gegen das christliche Gebot der Barmherzigkeit verstoßen. Map vergleicht den Bischof mit einem hartherzigen Vater, der den um Brot bittenden Sohn mit dem Schwert des Stiefvaters und dem Gift der Stiefmutter bestrafe.

## Quelltext
- Walter Map: Of the Youth Eudo in a Demon’s Snare in der englischen Übersetzung von De nugis curialium von Fredrick Tupper, London 1924, S. 199–215